# Do I Have a Life?
Do I Have a Life? è il quarto album dei Motel Connection di Samuel Umberto Romano, frontman dei Subsonica.
Il cd è nato nel 2006, lo si può trovare solo cd o allegato con DVD.
L'album riprende lo stile di Give Me a Good Reason to Wake up però utilizzando un tono più cupo nelle canzoni, mostrando innovazioni e diversi toni di voce.
L'album, coprodotto con Marco Bertoni, contiene nove inediti dove due canzoni (Kiribiri e Predominant) sono solo strumentali, le canzoni  My Darkside, Reproduction e Run sono dei remix di tre canzoni del cd precedente A/R Andata + Ritorno del 2004 (Tree, Preproduction e hit and run).
Sono usciti in tutto due singoli, My Darkside (radio edit) e Nothing More (con videoclip).

## Tracce
1. Papapa
2. Sparkles
3. Nothing More
4. Predominant
5. Car by Car
6. Boy and Girl
7. Kiribiri
8. When the night
9. Cypress hill
10. My Darkside
11. Preproduction
12. Run

## Remix
Da questo cd sono nati molti remix, nel sito ufficiale (insieme a remix di Give Me a Good Reason to Wake up) ci sono delle canzoni strumentali tratte da My darkside, Cypress hill e Sparkless.
Di My Darkside ne esistono tantissime versioni: brano strumentale chiamato #3, versione album, versione radio edit, versione Tree di A/R Andata + Ritorno e vari remix di DJ.

## Formazione
- Samuel - voce
- Pisti - dj
- Pierfunk - basso